# Voie de dégagement est
La Voie de Dégagement Est (VDE) est une voie rapide située en Nouvelle-Calédonie reliant Nouméa au Mont-Dore.
Cette route anciennement à péage est gérée par la Savexpress, société d'économie mixte détenue majoritairement par la Province Sud, depuis son ouverture en 2000.

## Historique
Le projet de construction d'une voie rapide reliant Nouméa au Mont-Dore, afin de désengorger la route provinciale 1 dite route du Sud de plus en plus saturée aux heures de pointe, fut lancé en 1996 par la Province Sud. Il est prévu alors de la diviser en deux tronçons, appelés respectivement VDE 1 (entre le rond-point Rabot, dit de la Belle vie, et le rond-point « Week-end » à La Conception au Mont-Dore) et la VDE 2 (entre le rond-point Week-end et celui de Boulari non loin de la mairie du Mont-Dore). L'élaboration ainsi que la concession pour 35 ans de la route est alors confiée à la société anonyme VDE Express, créée pour l'occasion et filiale depuis 2005 de la Savexpress.
La VDE1, construite à partir du 5 janvier 1998 en grande partie en zone de mangrove ou littorale dans le fond de la baie de La Conception, est mise en service le 16 mai 2000. Les travaux de la VDE2, qui s'étend essentiellement en zone maritime, sont quant-à-eux lancés le 19 mars 2001, et ce deuxième tronçon est finalement inauguré le 11 décembre 2002. Le projet a coûté dans sa totalité 4 milliards de F CFP (33,52 millions d'euros), soit environ 2,45 milliards pour la VDE1 et 1,55 milliard pour la VDE2, en grande partie financés par des investissements privés ou, par le biais de la défiscalisation, par l'État.
Le 1er octobre 2007 ont enfin été mis en service, sur le toit de la gare de péage, 150 m2 de panneaux solaires pour une puissance de 19 kW. Le péage est supprimé le 26 décembre 2013, les panneaux solaires sont déménagés sur le toit du collège de Magenta.

## Péage
Comme la Voie expresse 2, elle aussi gérée par la Savexpress, la VDE était initialement une route à péage jusqu'au 26 décembre 2013, à ceci près que la VDE2 pouvait déjà être considérée comme gratuite puisqu'il était possible d'éviter le péage en rejoignant la route provinciale 1 (toutefois plus longue et limitée à 50 km/h, passant en zone urbaine et par de nombreux ronds-points et donc souvent encombrée) par le rond-point du Week end puis le rond-point de la Conception. De plus, environ 2,5 km séparaient le rond-point Rabot (ou de la Belle vie), qui marque le début de la route, et la gare de péage.
Les tarifs établis au péage de la VDE étaient légèrement moins chers que ceux de la Voie expresse 2, et s'établissaient suivant les catégories de véhicule:
- 1re catégorie: 100 F CFP (0,84 € environ)
- 2e catégorie: 200 F CFP (1,68 € environ)
- 3e catégorie: 300 F CFP (2,51 € environ)
- motos: 50 F CFP (0,42 € environ)

## Tracé
- VDE1
  - Km 0 - Rond-point Rabot: généralement appelé rond-poind de la Belle-Vie, du nom du centre commercial voisin, c'est le point de rencontre, outre de la VDE, de la rue Jacques Iekawé, longue voie passante desservant l'essentiel des quartiers du nord et de l'est de Nouméa jusqu'à la sortie de la ville ; de la rue André de Bechade (ou bretelle Rabot-Bonaparte) qui rejoint le rond-point Bonaparte, porte d'entrée du quartier de Rivière Salée, ainsi que l'échangeur du même nom de la voie express n°1 (généralement appelée voie de dégagement) à l'ouest ; et de la rue Roger Gervolino qui part notamment vers l'entrée du quartier de Tina-Golf, l'aérodrome de Magenta et les quartiers Sud.
  - Km 0,3 - Rond-point VDE-Hagen: non loin du précédent, également appelé rond-point Almameto (du nom d'une entreprise voisine), il sert à desservir la zone industrielle et commerciale mineure du 5e km (où se trouvent surtout des concessionnaires automobiles ainsi que la GBNC).
  - Km 2,5 - Échangeur de la gare de péage: juste après celle-ci, permet de rallier à l'est le quartier résidentiel de Tina-sur-mer et à l'ouest de retourner sur la rue Jacques Iekawé.
  - Km 3 - Échangeur de la ZAC Normandie: dessert la zone d'aménagement concertée (ZAC) Normandie, avec notamment le collège du même nom, mais aussi des entrepôts et entreprises.
  - Km 4,8 - Rond-point Week-end : voisin du rond-point de la Conception, où passe la route provinciale 1 (RP1) ou route du Sud, autrefois voie principale (urbaine donc limitée à 50 km/h) reliant Nouméa au Mont-Dore.
- VDE2
  - Km 0 - Rond-point Week-end.
  - Km 2,2 - Rond-point de Boulari : fin de la VDE, qui rejoint alors la RP1, et dessert le quartier de Boulari, véritable « centre-ville » du Mont-Dore puisque s'y trouve la mairie, le collège public, les principales infrastructures sportives et culturelles (notamment le centre culturel du Mont-Dore).

## Voie, limitation de vitesse et trafic
Il s'agit sur tout son tracé d'une double voie. Elle est limitée à 50 km/h entre les deux premiers ronds-points, puis à 70 km/h jusqu'à la gare de péage, ensuite à 90 km/h sur la VDE1 et 70 km/h sur la VDE2.
Loin d'atteindre le trafic de la voie de dégagement ouest, celui-ci ne cesse d'augmenter sur la VDE, avec une croissance de 5 % entre 2005 et 2006 puis de 10 % entre 2006 et 2007. Ainsi, le nombre de passages cumulés au péage a été ainsi de 2,8 millions de véhicules en 2005, de 3 millions en 2006 puis de 3,3 millions en 2007, pour une moyenne de 7 877 passages par jour en 2005 et de 9 204 en 2007.

## Autre voie portant ce nom
La route (communale celle-là) longeant le fond de la baie de Sainte-Marie, au sud-est de Nouméa, entre le rond-point de l'Eau vive et le carrefour avec la rue A. Daly (principale voie passante du quartier résidentiel de Ouémo) donnant sur la baie de Magenta, est également dénommé voie de dégagement est, même s'il est parfois appelé « rocade ».